# Adelaide di Chalon
Adelaide Adélaïde in francese, Adelaida in catalano e Adheleidis in latino (prima metà dell'XI secolo – dopo il 1080) reggente della Contea di Chalon, dal 1078 al 1080.

## Origine
Secondo il Cartulaire du prieuré de Paray-le-Monial, ordre de Saint-Benoît, Adelaide era la figlia femmina primogenita del Conte di Chalon, Tebaldo di Semur e della moglie, Ermetrude, di cui non si conoscono gli ascendenti.

Secondo il Recueil des Chartes de Cluny, tomus 3, Tebaldo di Semur era figlio del signore di Semur, Goffredo e di Matilde o Elisabetta di Chalon, che, secondo la Histoire de Chalon-sur-Saône, era sorella di Ugo I di Chalon, quindi figlia del Conte di Chalon, Lamberto di Digione e della Contessa di Chalon, Adele di Borgogna, che, secondo lo storico André Duchesne (1584-1640), considerato il padre della storiografia francese, nel suo Histoire généalogique de la maison de Vergy era la figlia del conte di Châlon, d'Autun, di Digione, di Beaune, di Vergy e d'Avalon, conte di Troyes e duca di Borgogna, Giselberto di Chalon e di Ermengarda di Borgogna, figlia del conte di Autun, conte di Auxerre, primo duca dei Burgundi prima col titolo di marchese e poi col titolo di duca di Borgogna ed infine conte di Troyes, Riccardo di Autun detto il Giustiziere, e di Adelaide (?-dopo il 14 luglio 929) figlia del conte di Auxerre e di Borgogna, Corrado II, della famiglia dei Guelfi e di Waldrada.

## Biografia
Suo padre, il conte, Tebaldo morì, nel 1065, a Tolosa, secondo la Histoire de Chalon-sur-Saône, durante il viaggio di ritorno dal pellegrinaggio al santuario di Santiago di Compostela, e fu inumato nel prieuré de Paray-le-Monial, ordre de Saint-Benoît.
Suo fratello, Ugo succedette a Tebaldo, come Conte di Chalon, Ugo II.
Secondo la Histoire de Chalon-sur-Saône, Ugo II morì nel 1075, e fu sepolto nel prieuré de Paray-le-Monial, ordre de Saint-Benoît, mentre secondo altre fonti Ugo II, nel 1078, si recò nella penisola iberica, al seguito del duca di Borgogna, Ugo I, per combattere i Mori, dove, nell'anno successivo, morì.
Dato che Ugo II era morto senza lasciare discendenza, la contea fu richiesta da diversi pretendenti, ed in attesa di una decisione, nel 1078 la reggenza fu assunta dalla sorella di Ugo II, Adelaide.

Nel 1080, la contea venne divisa tra due pretendenti: un nipote di Ugo II, il figlio di Adelaide, Guido di Thiers, e un cugino di Ugo II, Goffredo di Donzy, che ebbero entrambi il titolo di conte di Chalon.

## Matrimonio e discendenza
Secondo il Cartulaire du prieuré de Paray-le-Monial, ordre de Saint-Benoît, Adelaide aveva sposato il signore di Thiers, Guglielmo; il matrimonio viene confermato anche dalla Histoire généalogique de la maison d'Auvergne, Tome 1, che conferma che Guglielmo era discendente dei signori di Thiers, discendenti dal Casato di Clermont-Auvergne.

Adelaide a Guglielmo diede quattro figli:
- Guglielmo, signore di Thiers, come conferma la Histoire des ducs de Bourbon et des comtes de Forez, Volume 1[14];
- Guido, che come conferma la Gallia christiana, in provincias ecclesiasticas distributa; Volume 4 governò la Contea di Chalon, dividendola con Goffredo di Donzy[15];
- Ugo, citato nella Histoire des ducs de Bourbon et des comtes de Forez, Volume 1[14];
- Waldemoda[13].

### Fonti primarie
- (LA) Monumenta Germaniae Historica, Scriptores, tomus III. URL consultato il 22 febbraio 2022 (archiviato dall'url originale il 26 giugno 2013)..
- (LA) Recueil des Chartes de Cluny, tomus 4..
- (LA) Recueil des Chartes de Cluny, tomus 3..
- (LA) Cartulaire du prieuré de Paray-le-Monial, ordre de Saint-Benoît..
- (LA) Histoire généalogique de la maison d'Auvergne, Tome 1..
- (LA) Gallia christiana, in provincias ecclesiasticas distributa; Volume 4.
- (FR) Histoire des ducs de Bourbon et des comtes de Forez, Volume 1..

### Letteratura storiografica
- René Poupardin, I regni carolingi (840-918), in «Storia del mondo medievale», vol. II, 1979, pp. 583–635
- Louis Halphen, Il regno di Borgogna, in «Storia del mondo medievale», vol. II, 1979, pp. 807–821
- (FR) Histoire de Chalon-sur-Saône..
- (FR) Histoire de Chalon-sur-Saône du VIIIème au XIIIème..
- (FR) André Duchesne, Histoire généalogique de la maison de Vergy..